# Kinh Trông Cậy

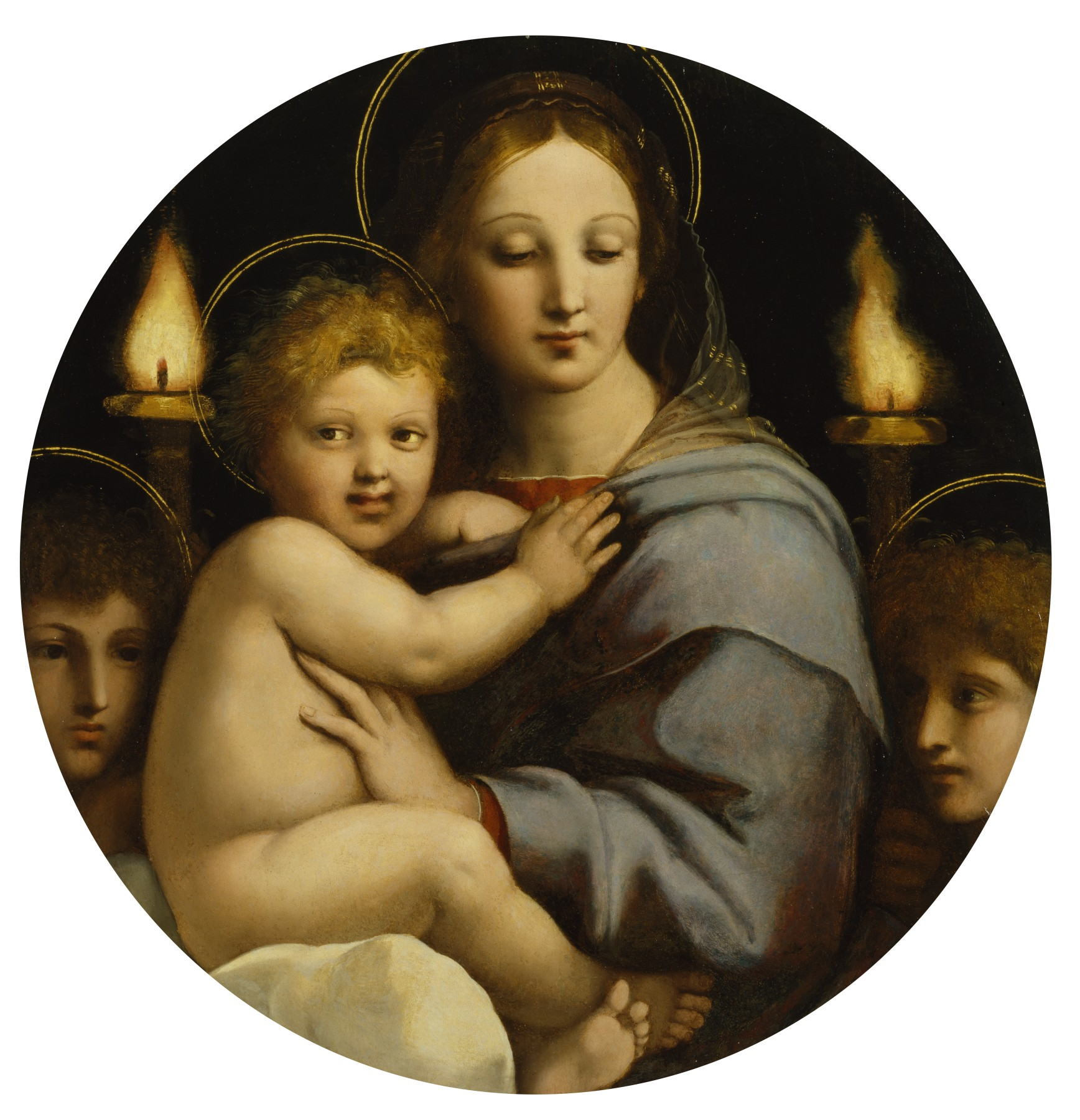
Maria Maria (Theotokos); tranh của Raphael (1483-1520).

Kinh Trông Cậy (còn gọi là Lạy Đức Mẹ Chúa Trời, Hy Lạp: Ὑπὸ τὴν σὴν εὐσπλαγχνίαν; Latin: Sub tuum praesidium) là một kinh tôn kính Maria đã có từ lâu đời. Kinh này thường được sử dụng vào cuối các nghi thức phụng vụ của Hội Thánh Công giáo.
Bản văn Hy Lạp
Ὑπὸ τὴν σὴν εὐσπλαγχνίαν,
καταφεύγομεν, Θεοτόκε.
Τὰς ἡμῶν ἱκεσίας,
μὴ παρίδῃς ἐν περιστάσει,
ἀλλ᾽ ἐκ κινδύνων λύτρωσαι ἡμᾶς,
μόνη Ἁγνή, μόνη εὐλογημένη.
Bản văn Latinh
Được dựa theo bản văn Hy Lạp, vào khoảng thế kỷ XI.
Sub tuum praesidium confugimus,
Sancta Dei Genitrix.
Nostras deprecationes ne despicias
in necessitatibus nostris,
sed a periculis cunctis
libera nos semper,
Virgo gloriosa et benedicta

Bản Tiếng Việt (bản phổ thông)
Chúng con trông cậy rất thánh Đức Mẹ Chúa Trời
xin chớ chê chớ bỏ lời chúng con nguyện
trong cơn gian nan thiếu thốn,
Đức Nữ đồng trinh,
hiển vinh sáng láng.
[Hằng chữa chúng con cho khỏi mọi sự dữ. Amen.]
Bản Tiếng Việt (bản dịch của Nhóm Phiên dịch Các Giờ kinh Phụng vụ)
Lạy Đức Mẹ Chúa Trời,
Ngài xiết bao thánh thiện,
này chúng con chạy đến
tìm nương ẩn nơi Ngài.

Lúc sa vòng gian khổ,
khi gặp cảnh phong trần
lời con cái nài van
xin Mẹ đừng chê bỏ.
Nhưng xin hằng giải thoát
khỏi ngàn nỗi hiểm nguy,
ôi vinh diệu ai bì
Nữ Trinh đầy ơn phúc!